# John Lemoinne

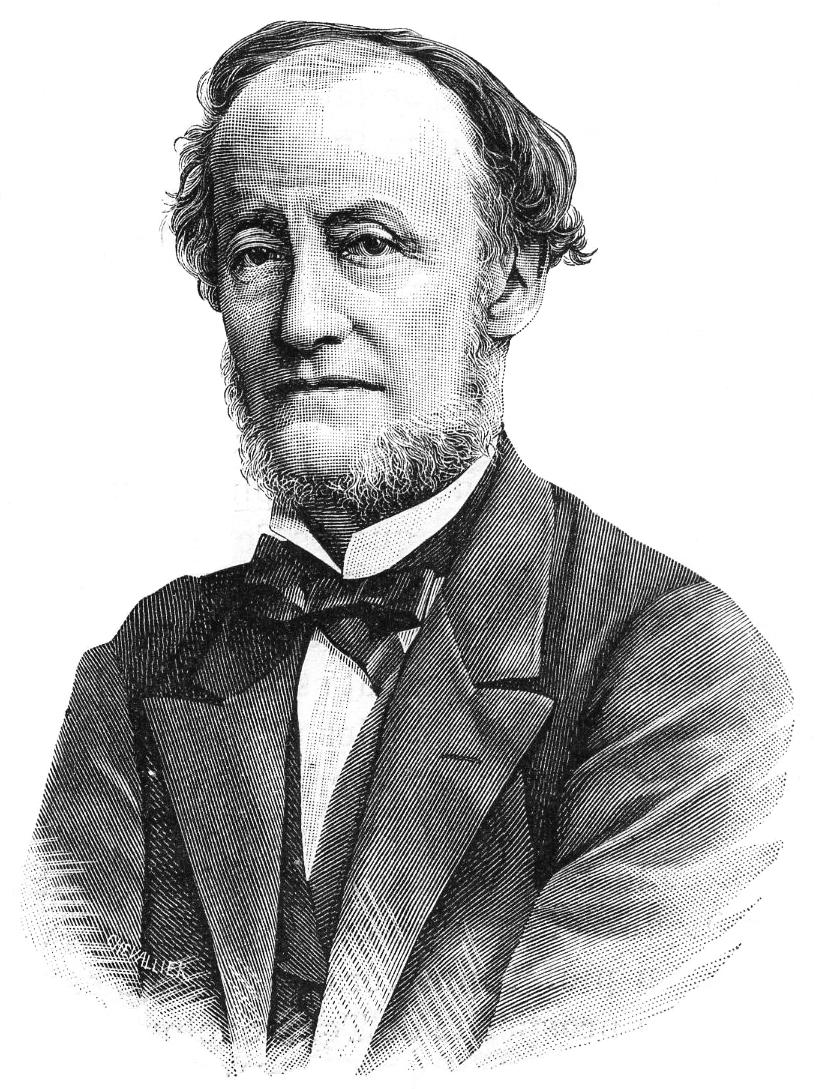
John Emile Lemoinne

John-Marguerite-Émile Lemoinne (* 17. Oktober 1815 in London; † 13. Dezember 1892 in Paris) war ein französischer Publizist.

## Leben
Lemoinne (spr. lömoann), Sohn französischer Eltern, trat 1840, zuerst als englischer Korrespondent, in das Journal des Débats ein, dessen geschätztester politischer Redakteur er in der Folge wurde.
Die ätzende Schärfe seiner Feder ist in der Pariser Tagespresse ebenso sprichwörtlich wie die Geschmeidigkeit seines politischen Charakters, der alle die vielen Umwandlungen des leitenden Organs der französischen Bourgeoisie, welchem er mit vorsteht, mit spielender Leichtigkeit durchgemacht hat.
1876 wurde er an Jules Janins Stelle zum Mitglied der Académie française, 1880 zum Senator auf Lebenszeit ernannt. Ein Teil seiner Artikel, teils politisch-geschichtlichen Inhalts, teils biographischer Natur, erschien gesammelt unter dem Titel Études critiques et biographiques (1852) und Nouvelles études (1862). 1846 wurde er zum Ritter der Ehrenlegion ernannt.

## Werke
- Les Élections en Angleterre, lettres publiées dans le "Journal des débats". Paris: J. Hetzel, 1841
- Les Anglais dans le Caboul. Paris: au bureau de la Revue des deux mondes, 1842
- Affaires de Rome. Paris: E. Blanchard, 1850
- Letters of John Lemoinne [on the Exhibition held in London in 1851]. In: Lardner (D.) The Great Exhibition, etc. 1852
- Études critiques et biographiques: Études critiques: Shakspeare, l'abbé Prévost, Goethe ...; Études biographiques: Brummel, O'Connel, Robert Peel, Haydon, Chateaubriand... Paris, 1852
- De l'intégrité de l'empire ottoman. Paris: M. Lévy frères, 1853
- Le Passage du Nord. Strasbourg: Treuttel et Würtz, 1854
- Nouvelles études critiques et biographiques. Paris: Michel Lévy frères, 1863
- Histoire de Manon Lescaut et du chevalier DesGrieux par l’abbé Prévost. Nouv. éd. précédée d’une étude par John Lemoinne. Paris: Levy, 1900